# Список українських футбольних трансферів (зима 2010—2011)
Українські трансфери у зимове трансферне вікно 2010—2011 років. До списку додані усі футболісти, які прийшли, або покинули клуб Прем'єр-ліги, в тому числі на правах оренди.
Оскільки за регламентом гравці без клубу можуть долучатися до клубів у будь-який час, у тому числі і між трансферними вікнами, в список потрапили лише ті вільні агенти, які підписали контракт із клубом під час зимового трансферного вікна.

## Прем'єр-Ліга

### Арсенал (Київ)
| №  | Поз. | Нац.    | Гравець                                 |
| -- | ---- | ------- | --------------------------------------- |
| 8  | ПЗ   | Росія   | Ролан Гусєв (З «Дніпра», ва)            |
| 90 | НП   | Україна | Олександр Ковпак (З «Таврії», ва)       |
| 28 | ЗХ   | Україна | Володимир Польовий (З «Металурга» З)    |
| 27 | ПЗ   | Україна | Володимир Аржанов (З «Металурга» З)     |
| 19 | ПЗ   | Грузія  | Олександр Кобахідзе (Оренда з «Дніпра») |
| 37 | ВР   | Україна | Владислав Чангелія (З «Ниви» В)         |

| №  | Поз. | Нац.    | Гравець                                 |
| -- | ---- | ------- | --------------------------------------- |
| 8  | ПЗ   | Росія   | Ролан Гусєв (З «Дніпра», ва)            |
| 90 | НП   | Україна | Олександр Ковпак (З «Таврії», ва)       |
| 28 | ЗХ   | Україна | Володимир Польовий (З «Металурга» З)    |
| 27 | ПЗ   | Україна | Володимир Аржанов (З «Металурга» З)     |
| 19 | ПЗ   | Грузія  | Олександр Кобахідзе (Оренда з «Дніпра») |
| 37 | ВР   | Україна | Владислав Чангелія (З «Ниви» В)         |

| № | Поз. | Нац.     | Гравець                                          |
| - | ---- | -------- | ------------------------------------------------ |
|   | ПЗ   | Хорватія | Младен Бартулович (Повернення оренди в «Дніпро») |
|   | ЗХ   | Україна  | Євген Євсєєв (Оренда в «Волинь»)                 |

| № | Поз. | Нац.     | Гравець                                          |
| - | ---- | -------- | ------------------------------------------------ |
|   | ПЗ   | Хорватія | Младен Бартулович (Повернення оренди в «Дніпро») |
|   | ЗХ   | Україна  | Євген Євсєєв (Оренда в «Волинь»)                 |

### Волинь (Луцьк)
| №  | Поз. | Нац.    | Гравець                                             |
| -- | ---- | ------- | --------------------------------------------------- |
|    | ПЗ   | Україна | Богдан Бортник (З «Динамо» Хм)                      |
|    |      | Україна | Євген Сослюк (З ДЮФШ «Волинь»)                      |
|    | ЗХ   | Україна | Євген Євсєєв (В оренду з «Арсенала»)                |
|    | ВР   | Україна | Сергій Литовченко (З «Фенікса-Іллічівця»)           |
| 73 | ПЗ   | Україна | Дмитро Зозуля (З ФК Львів)                          |
| 10 | НП   | Україна | Володимир Лисенко (В оренду з «Металіста»)          |
| 24 | ЗХ   | Румунія | Сілвіу Ізворану (З «Універсітатя» (Клуж) (Румунія)) |

| №  | Поз. | Нац.    | Гравець                                             |
| -- | ---- | ------- | --------------------------------------------------- |
|    | ПЗ   | Україна | Богдан Бортник (З «Динамо» Хм)                      |
|    |      | Україна | Євген Сослюк (З ДЮФШ «Волинь»)                      |
|    | ЗХ   | Україна | Євген Євсєєв (В оренду з «Арсенала»)                |
|    | ВР   | Україна | Сергій Литовченко (З «Фенікса-Іллічівця»)           |
| 73 | ПЗ   | Україна | Дмитро Зозуля (З ФК Львів)                          |
| 10 | НП   | Україна | Володимир Лисенко (В оренду з «Металіста»)          |
| 24 | ЗХ   | Румунія | Сілвіу Ізворану (З «Універсітатя» (Клуж) (Румунія)) |

| № | Поз. | Нац.     | Гравець                                        |
| - | ---- | -------- | ---------------------------------------------- |
|   | ЗХ   | Україна  | Артем Бутенін (Повернення оренди в «Динамо» К) |
|   | НП   | Сербія   | Стеван Рачич (В «Соло» (Індонезія))            |
|   | НП   | Бразилія | Майкон (Оренда в «Стяуа» (Румунія))            |
|   | ПЗ   | Україна  | Ігор Скоба (В ПФК «Севастополь»)               |
|   | ПЗ   | Україна  | В'ячеслав Шарпар (В «Металіст»)                |
|   | НП   | Нігерія  | Харрісон Омоко Вільний агент                   |

| № | Поз. | Нац.     | Гравець                                        |
| - | ---- | -------- | ---------------------------------------------- |
|   | ЗХ   | Україна  | Артем Бутенін (Повернення оренди в «Динамо» К) |
|   | НП   | Сербія   | Стеван Рачич (В «Соло» (Індонезія))            |
|   | НП   | Бразилія | Майкон (Оренда в «Стяуа» (Румунія))            |
|   | ПЗ   | Україна  | Ігор Скоба (В ПФК «Севастополь»)               |
|   | ПЗ   | Україна  | В'ячеслав Шарпар (В «Металіст»)                |
|   | НП   | Нігерія  | Харрісон Омоко Вільний агент                   |

### Ворскла (Полтава)
| №  | Поз. | Нац.     | Гравець                                |
| -- | ---- | -------- | -------------------------------------- |
| 33 | ЗХ   | Україна  | Євген Селін (З «Металіста»)            |
| 21 | ВР   | Україна  | Максим Лавренюк (З Нафтовика-Укрнафти) |
| 35 | ЗХ   | Україна  | Павло Лешко (З Сталь Д)                |
| 86 | ПЗ   | Білорусь | Максим Карпович (З Дніпра (Білорусь))  |
| 14 | НП   | Білорусь | Дмитро Осипенко (З Мінська (Білорусь)) |
| 77 | ПЗ   | Україна  | Андрій Оберемко (З Динамо-2)           |
| 78 | ЗХ   | Україна  | Олексій Курілов (Оренда з «Металіста») |

| №  | Поз. | Нац.     | Гравець                                |
| -- | ---- | -------- | -------------------------------------- |
| 33 | ЗХ   | Україна  | Євген Селін (З «Металіста»)            |
| 21 | ВР   | Україна  | Максим Лавренюк (З Нафтовика-Укрнафти) |
| 35 | ЗХ   | Україна  | Павло Лешко (З Сталь Д)                |
| 86 | ПЗ   | Білорусь | Максим Карпович (З Дніпра (Білорусь))  |
| 14 | НП   | Білорусь | Дмитро Осипенко (З Мінська (Білорусь)) |
| 77 | ПЗ   | Україна  | Андрій Оберемко (З Динамо-2)           |
| 78 | ЗХ   | Україна  | Олексій Курілов (Оренда з «Металіста») |

| № | Поз. | Нац.    | Гравець                                          |
| - | ---- | ------- | ------------------------------------------------ |
|   | НП   | Україна | Ігор Тимченко (Повернення оренди в «Металург Д») |
|   | ЗХ   | Україна | Григорій Ярмаш (В «Зорю»)                        |
|   | ЗХ   | Україна | Геннадій Медведєв (Завершив кар'єру)             |
|   | ПЗ   | Україна | Олександр Рикун (Завершив кар'єру)               |
|   | НП   | Україна | Роман Кунєв (Оренда в «Кремінь»)                 |
|   | ЗХ   | Україна | Віталій Момот (Оренда в «Кремінь»)               |
|   | ВР   | Україна | Олег Чуваєв (Оренда в «Кремінь»)                 |

| № | Поз. | Нац.    | Гравець                                          |
| - | ---- | ------- | ------------------------------------------------ |
|   | НП   | Україна | Ігор Тимченко (Повернення оренди в «Металург Д») |
|   | ЗХ   | Україна | Григорій Ярмаш (В «Зорю»)                        |
|   | ЗХ   | Україна | Геннадій Медведєв (Завершив кар'єру)             |
|   | ПЗ   | Україна | Олександр Рикун (Завершив кар'єру)               |
|   | НП   | Україна | Роман Кунєв (Оренда в «Кремінь»)                 |
|   | ЗХ   | Україна | Віталій Момот (Оренда в «Кремінь»)               |
|   | ВР   | Україна | Олег Чуваєв (Оренда в «Кремінь»)                 |

### Динамо (Київ)
| № | Поз. | Нац.     | Гравець                                          |
| - | ---- | -------- | ------------------------------------------------ |
|   | ПЗ   | Україна  | Кирило Петров (Повернення оренди з «Кривбасу»)   |
|   | НП   | Білорусь | Андрій Воронков (Повернення оренди з «Кривбасу») |
| 8 | ПЗ   | Україна  | Олександр Алієв (З «Локомотива» (Росія))         |

| № | Поз. | Нац.     | Гравець                                          |
| - | ---- | -------- | ------------------------------------------------ |
|   | ПЗ   | Україна  | Кирило Петров (Повернення оренди з «Кривбасу»)   |
|   | НП   | Білорусь | Андрій Воронков (Повернення оренди з «Кривбасу») |
| 8 | ПЗ   | Україна  | Олександр Алієв (З «Локомотива» (Росія))         |

| № | Поз. | Нац.     | Гравець                                 |
| - | ---- | -------- | --------------------------------------- |
|   | ПЗ   | Україна  | Андрій Оберемко (В «Ворсклу»)           |
|   | НП   | Бразилія | Андре (Оренда в «Бордо» (Франція))      |
|   | ЗХ   | Україна  | Олег Допілка (Оренда в ПФК Севастополь) |

| № | Поз. | Нац.     | Гравець                                 |
| - | ---- | -------- | --------------------------------------- |
|   | ПЗ   | Україна  | Андрій Оберемко (В «Ворсклу»)           |
|   | НП   | Бразилія | Андре (Оренда в «Бордо» (Франція))      |
|   | ЗХ   | Україна  | Олег Допілка (Оренда в ПФК Севастополь) |

### Дніпро (Дніпропетровськ)
| №  | Поз. | Нац.     | Гравець                                              |
| -- | ---- | -------- | ---------------------------------------------------- |
| 99 | НП   | Бразилія | Матеус (З «Браги» (Португалія))                      |
| 8  | ПЗ   | Бразилія | Жуліано (З «Інтернасьйоналя» (Бразилія))             |
| 2  | ЗХ   | Гана     | Самуель Інкум (З «Базеля» (Швейцарія))               |
| 17 | ЗХ   | Хорватія | Іван Стрініч (З «Хайдука» (Хорватія))                |
| 6  | ЗХ   | Колумбія | Нельсон Рівас (Оренда з «Інтера» (Італія))           |
|    | ЗХ   | Литва    | Лінас Клімавічюс (Повернення оренди з «Кривбасу»)    |
| 12 | ПЗ   | Україна  | Денис Андрієнко (Повернення оренди з «Кривбасу»)     |
| 13 | ПЗ   | Грузія   | Бека Гоцирідзе (Повернення оренди з «Кривбасу»)      |
| 49 | НП   | Україна  | Віталій Каверін (Повернення оренди з «Кривбасу»)     |
|    | НП   | Грузія   | Олександр Кобахідзе (Повернення оренди з «Кривбасу») |
|    | ПЗ   | Хорватія | Младен Бартулович (Повернення оренди з «Арсеналу» К) |

| №  | Поз. | Нац.     | Гравець                                              |
| -- | ---- | -------- | ---------------------------------------------------- |
| 99 | НП   | Бразилія | Матеус (З «Браги» (Португалія))                      |
| 8  | ПЗ   | Бразилія | Жуліано (З «Інтернасьйоналя» (Бразилія))             |
| 2  | ЗХ   | Гана     | Самуель Інкум (З «Базеля» (Швейцарія))               |
| 17 | ЗХ   | Хорватія | Іван Стрініч (З «Хайдука» (Хорватія))                |
| 6  | ЗХ   | Колумбія | Нельсон Рівас (Оренда з «Інтера» (Італія))           |
|    | ЗХ   | Литва    | Лінас Клімавічюс (Повернення оренди з «Кривбасу»)    |
| 12 | ПЗ   | Україна  | Денис Андрієнко (Повернення оренди з «Кривбасу»)     |
| 13 | ПЗ   | Грузія   | Бека Гоцирідзе (Повернення оренди з «Кривбасу»)      |
| 49 | НП   | Україна  | Віталій Каверін (Повернення оренди з «Кривбасу»)     |
|    | НП   | Грузія   | Олександр Кобахідзе (Повернення оренди з «Кривбасу») |
|    | ПЗ   | Хорватія | Младен Бартулович (Повернення оренди з «Арсеналу» К) |

| № | Поз. | Нац.     | Гравець                                        |
| - | ---- | -------- | ---------------------------------------------- |
|   | ПЗ   | Росія    | Ролан Гусєв (В «Арсенал» К)                    |
|   | ПЗ   | Грузія   | Олександр Кобахідзе (Оренда в «Арсенал» К)     |
|   | ЗХ   | Литва    | Лінас Клімавічюс (Вільний агент)               |
|   | ПЗ   | Грузія   | Джаба Канкава (Оренда в «Кривбас»)             |
|   | ПЗ   | Україна  | Валерій Федорчук (Оренда в «Кривбас»)          |
|   | ПЗ   | Хорватія | Младен Бартулович (Оренда в «Кривбас»)         |
|   | ПЗ   | Україна  | Артур Карноза (Оренда в «Нафтовик-Укрнафту»)   |
|   | ЗХ   | Україна  | Антон Кравченко (Оренда в «Нафтовик-Укрнафту») |

| № | Поз. | Нац.     | Гравець                                        |
| - | ---- | -------- | ---------------------------------------------- |
|   | ПЗ   | Росія    | Ролан Гусєв (В «Арсенал» К)                    |
|   | ПЗ   | Грузія   | Олександр Кобахідзе (Оренда в «Арсенал» К)     |
|   | ЗХ   | Литва    | Лінас Клімавічюс (Вільний агент)               |
|   | ПЗ   | Грузія   | Джаба Канкава (Оренда в «Кривбас»)             |
|   | ПЗ   | Україна  | Валерій Федорчук (Оренда в «Кривбас»)          |
|   | ПЗ   | Хорватія | Младен Бартулович (Оренда в «Кривбас»)         |
|   | ПЗ   | Україна  | Артур Карноза (Оренда в «Нафтовик-Укрнафту»)   |
|   | ЗХ   | Україна  | Антон Кравченко (Оренда в «Нафтовик-Укрнафту») |

### Зоря (Луганськ)
| №  | Поз. | Нац.        | Гравець                                     |
| -- | ---- | ----------- | ------------------------------------------- |
| 16 | ЗХ   | Україна     | Григорій Ярмаш (З «Ворскли»)                |
| 20 | ЗХ   | Гана        | Даніель Аддо (З «Кінг Фейсал Бейбз» (Гана)) |
| 10 | ПЗ   | Грузія      | Джаба Ліпартія (З «ВІТ Джорджії» (Грузія))  |
| 8  | ПЗ   | Сербія      | Михайло Цакич (З «Чукаричок» (Сербія))      |
| 39 | НП   | Кот-д'Івуар | Франк Мадоу (З «АПОП Кінарас» (Кіпр))       |
| 37 | ПЗ   | Україна     | Дмитро Хомченовський (З «Олімпіка» Д)       |

| №  | Поз. | Нац.        | Гравець                                     |
| -- | ---- | ----------- | ------------------------------------------- |
| 16 | ЗХ   | Україна     | Григорій Ярмаш (З «Ворскли»)                |
| 20 | ЗХ   | Гана        | Даніель Аддо (З «Кінг Фейсал Бейбз» (Гана)) |
| 10 | ПЗ   | Грузія      | Джаба Ліпартія (З «ВІТ Джорджії» (Грузія))  |
| 8  | ПЗ   | Сербія      | Михайло Цакич (З «Чукаричок» (Сербія))      |
| 39 | НП   | Кот-д'Івуар | Франк Мадоу (З «АПОП Кінарас» (Кіпр))       |
| 37 | ПЗ   | Україна     | Дмитро Хомченовський (З «Олімпіка» Д)       |

| № | Поз. | Нац.    | Гравець                                          |
| - | ---- | ------- | ------------------------------------------------ |
|   | ЗХ   | Україна | Станіслав Микицей (Повернення оренди в «Шахтар») |
|   | ВР   | Україна | Богдан Шуст (Повернення оренди в «Шахтар»)       |
|   | ПЗ   | Україна | Ігор Чайковський (Повернення оренди в «Шахтар»)  |
|   | ПЗ   | Україна | Єгор Картушов (Повернення оренди в «Шахтар»)     |

| № | Поз. | Нац.    | Гравець                                          |
| - | ---- | ------- | ------------------------------------------------ |
|   | ЗХ   | Україна | Станіслав Микицей (Повернення оренди в «Шахтар») |
|   | ВР   | Україна | Богдан Шуст (Повернення оренди в «Шахтар»)       |
|   | ПЗ   | Україна | Ігор Чайковський (Повернення оренди в «Шахтар»)  |
|   | ПЗ   | Україна | Єгор Картушов (Повернення оренди в «Шахтар»)     |

### Іллічівець (Маріуполь)
| №  | Поз. | Нац.    | Гравець                                 |
| -- | ---- | ------- | --------------------------------------- |
| 3  | ЗХ   | Україна | Дмитро Невмивака (З «Металурга» З)      |
| 33 | ВР   | Україна | Богдан Шуст (Оренда з «Шахтаря»)        |
| 2  | ЗХ   | Україна | Станіслав Микицей (Оренда з «Шахтаря»)  |
| 10 | ЗХ   | Україна | Ігор Чайковський (Оренда з «Шахтаря»)   |
| 45 | НП   | Україна | Єгор Картушов (Оренда з «Шахтаря»)      |
| 30 | ВР   | Україна | Микита Шевченко (Оренда з «Шахтаря»)    |
| 4  | ЗХ   | Україна | Іван Ордець (Оренда з «Шахтаря»)        |
| 6  | ПЗ   | Україна | Дмитро Гречишкін (Оренда з «Шахтаря»)   |
| 17 | ПЗ   | Україна | Віталій Федотов (Оренда з «Шахтаря»)    |
| 92 | НП   | Україна | Пилип Будківський (Оренда з «Шахтаря»)  |
| 70 | ПЗ   | Україна | Владлен Юрченко (Оренда з «Шахтаря»)    |
| 80 | ПЗ   | Грузія  | Торніке Окріашвілі (Оренда з «Шахтаря») |

| №  | Поз. | Нац.    | Гравець                                 |
| -- | ---- | ------- | --------------------------------------- |
| 3  | ЗХ   | Україна | Дмитро Невмивака (З «Металурга» З)      |
| 33 | ВР   | Україна | Богдан Шуст (Оренда з «Шахтаря»)        |
| 2  | ЗХ   | Україна | Станіслав Микицей (Оренда з «Шахтаря»)  |
| 10 | ЗХ   | Україна | Ігор Чайковський (Оренда з «Шахтаря»)   |
| 45 | НП   | Україна | Єгор Картушов (Оренда з «Шахтаря»)      |
| 30 | ВР   | Україна | Микита Шевченко (Оренда з «Шахтаря»)    |
| 4  | ЗХ   | Україна | Іван Ордець (Оренда з «Шахтаря»)        |
| 6  | ПЗ   | Україна | Дмитро Гречишкін (Оренда з «Шахтаря»)   |
| 17 | ПЗ   | Україна | Віталій Федотов (Оренда з «Шахтаря»)    |
| 92 | НП   | Україна | Пилип Будківський (Оренда з «Шахтаря»)  |
| 70 | ПЗ   | Україна | Владлен Юрченко (Оренда з «Шахтаря»)    |
| 80 | ПЗ   | Грузія  | Торніке Окріашвілі (Оренда з «Шахтаря») |

| № | Поз. | Нац.    | Гравець                                                 |
| - | ---- | ------- | ------------------------------------------------------- |
|   | ВР   | Україна | Всеволод Романенко (Вільний агент)                      |
|   | НП   | Грузія  | Георгій Габедава (Повернення оренди в «Гагру» (Грузія)) |
|   | ВР   | Україна | Вадим Деонас (Вільний агент)                            |
|   | ЗХ   | Литва   | Мантас Самусіовас (Вільний агент)                       |
|   | ПЗ   | Україна | Іван Козоріз (Вільний агент)                            |
|   | ЗХ   | Україна | Вадим Мельник (Вільний агент)                           |
|   | НП   | Україна | Артур Сірик (Вільний агент)                             |
|   | ПЗ   | Україна | Ігор Чучман (Вільний агент)                             |

| № | Поз. | Нац.    | Гравець                                                 |
| - | ---- | ------- | ------------------------------------------------------- |
|   | ВР   | Україна | Всеволод Романенко (Вільний агент)                      |
|   | НП   | Грузія  | Георгій Габедава (Повернення оренди в «Гагру» (Грузія)) |
|   | ВР   | Україна | Вадим Деонас (Вільний агент)                            |
|   | ЗХ   | Литва   | Мантас Самусіовас (Вільний агент)                       |
|   | ПЗ   | Україна | Іван Козоріз (Вільний агент)                            |
|   | ЗХ   | Україна | Вадим Мельник (Вільний агент)                           |
|   | НП   | Україна | Артур Сірик (Вільний агент)                             |
|   | ПЗ   | Україна | Ігор Чучман (Вільний агент)                             |

### Карпати (Львів)
| №  | Поз. | Нац.               | Гравець                                                   |
| -- | ---- | ------------------ | --------------------------------------------------------- |
|    | НП   | Україна            | Юрій Фурта (Повернення оренди з «Олександрії»)            |
|    | ПЗ   | Україна            | Володимир Бідловський (Повернення оренди з «Олександрії») |
|    | ВР   | Україна            | Андрій Новак (Повернення оренди з «Прикарпаття»)          |
| 32 | ВР   | Північна Македонія | Мартін Богатінов (З «Работнічок» (Північна Македонія))    |
| 57 | ЗХ   | Іспанія            | Борха Гомес (З «Райо Вальєкано» (Іспанія))                |
| 29 | НП   | Іспанія            | Лукас (З «Райо Вальєкано» (Іспанія))                      |
| 21 | ЗХ   | Словенія           | Ґреґор Балажіц (З «Ґориці» (Словенія))                    |
| 81 | НП   | Румунія            | Резван Кочиш (Оренда з «Аль-Насра» (Саудівська Аравія))   |

| №  | Поз. | Нац.               | Гравець                                                   |
| -- | ---- | ------------------ | --------------------------------------------------------- |
|    | НП   | Україна            | Юрій Фурта (Повернення оренди з «Олександрії»)            |
|    | ПЗ   | Україна            | Володимир Бідловський (Повернення оренди з «Олександрії») |
|    | ВР   | Україна            | Андрій Новак (Повернення оренди з «Прикарпаття»)          |
| 32 | ВР   | Північна Македонія | Мартін Богатінов (З «Работнічок» (Північна Македонія))    |
| 57 | ЗХ   | Іспанія            | Борха Гомес (З «Райо Вальєкано» (Іспанія))                |
| 29 | НП   | Іспанія            | Лукас (З «Райо Вальєкано» (Іспанія))                      |
| 21 | ЗХ   | Словенія           | Ґреґор Балажіц (З «Ґориці» (Словенія))                    |
| 81 | НП   | Румунія            | Резван Кочиш (Оренда з «Аль-Насра» (Саудівська Аравія))   |

| № | Поз. | Нац.     | Гравець                                            |
| - | ---- | -------- | -------------------------------------------------- |
|   | ЗХ   | Україна  | В'ячеслав Чечер (Повернення оренди в «Металург Д») |
|   | ПЗ   | Бразилія | Даніло Авелар (Оренда в «Шальке» (Німеччина))      |
|   | ПЗ   | Україна  | Борис Баранець (В «Оболонь»)                       |
|   | ПЗ   | Україна  | Григорій Баранець (В «Оболонь»)                    |
|   | ЗХ   | Україна  | Євген Тарасенко (В «Чорноморець»)                  |
|   | ЗХ   | Україна  | Андрій Сагайдак (Оренда в «Чорноморець»)           |
|   | ВР   | Україна  | Андрій Новак (Оренда в «Тирасполь» (Молдова))      |
|   | ВР   | Україна  | Роман Мисак (Оренда в «Кримтеплицю»)               |
|   | ПЗ   | Україна  | Ярослав Сворак (Оренда в «Дніпро» (Білорусь))      |
|   | НП   | Україна  | Юрій Фурта (Оренда в «Арсенал» БЦ)                 |
|   | ВР   | Україна  | Віталій Руденко (В «Металург» З)                   |
|   | ЗХ   | Сербія   | Неманья Тубич (В «Краснодар» (Росія))              |
|   | ВР   | Україна  | Іван Піцан (Вільний агент)                         |
|   | ЗХ   | Україна  | Андрій Гурський (Вільний агент)                    |

| № | Поз. | Нац.     | Гравець                                            |
| - | ---- | -------- | -------------------------------------------------- |
|   | ЗХ   | Україна  | В'ячеслав Чечер (Повернення оренди в «Металург Д») |
|   | ПЗ   | Бразилія | Даніло Авелар (Оренда в «Шальке» (Німеччина))      |
|   | ПЗ   | Україна  | Борис Баранець (В «Оболонь»)                       |
|   | ПЗ   | Україна  | Григорій Баранець (В «Оболонь»)                    |
|   | ЗХ   | Україна  | Євген Тарасенко (В «Чорноморець»)                  |
|   | ЗХ   | Україна  | Андрій Сагайдак (Оренда в «Чорноморець»)           |
|   | ВР   | Україна  | Андрій Новак (Оренда в «Тирасполь» (Молдова))      |
|   | ВР   | Україна  | Роман Мисак (Оренда в «Кримтеплицю»)               |
|   | ПЗ   | Україна  | Ярослав Сворак (Оренда в «Дніпро» (Білорусь))      |
|   | НП   | Україна  | Юрій Фурта (Оренда в «Арсенал» БЦ)                 |
|   | ВР   | Україна  | Віталій Руденко (В «Металург» З)                   |
|   | ЗХ   | Сербія   | Неманья Тубич (В «Краснодар» (Росія))              |
|   | ВР   | Україна  | Іван Піцан (Вільний агент)                         |
|   | ЗХ   | Україна  | Андрій Гурський (Вільний агент)                    |

### Кривбас (Кривий Ріг)
| №  | Поз. | Нац.     | Гравець                                    |
| -- | ---- | -------- | ------------------------------------------ |
| 20 | ПЗ   | Грузія   | Джаба Канкава (Оренда з «Дніпра»)          |
| 37 | ПЗ   | Україна  | Валерій Федорчук (Оренда з «Дніпра»)       |
| 11 | ПЗ   | Хорватія | Младен Бартулович (Оренда з «Дніпра»)      |
| 17 | ПЗ   | Нігерія  | Міхель Бабатунде (З «Хартленда» (Нігерія)) |
| 9  | ПЗ   | Чехія    | Їржі Єслінек (З «Спарти» П (Чехія))        |
| 28 | ПЗ   | Словенія | Даріян Матіч (З «Бней-Сахнін» (Ізраїль))   |
| 85 | ЗХ   | Україна  | Володимир Самборський (Вільний агент)      |

| №  | Поз. | Нац.     | Гравець                                    |
| -- | ---- | -------- | ------------------------------------------ |
| 20 | ПЗ   | Грузія   | Джаба Канкава (Оренда з «Дніпра»)          |
| 37 | ПЗ   | Україна  | Валерій Федорчук (Оренда з «Дніпра»)       |
| 11 | ПЗ   | Хорватія | Младен Бартулович (Оренда з «Дніпра»)      |
| 17 | ПЗ   | Нігерія  | Міхель Бабатунде (З «Хартленда» (Нігерія)) |
| 9  | ПЗ   | Чехія    | Їржі Єслінек (З «Спарти» П (Чехія))        |
| 28 | ПЗ   | Словенія | Даріян Матіч (З «Бней-Сахнін» (Ізраїль))   |
| 85 | ЗХ   | Україна  | Володимир Самборський (Вільний агент)      |

| № | Поз. | Нац.    | Гравець                                                |
| - | ---- | ------- | ------------------------------------------------------ |
|   | ЗХ   | Литва   | Лінас Клімавічюс (Повернення оренди в «Дніпро»)        |
|   | ПЗ   | Україна | Денис Андрієнко (Повернення оренди в «Дніпро»)         |
|   | ПЗ   | Грузія  | Бека Гоцирідзе (Повернення оренди в «Дніпро»)          |
|   | НП   | Україна | Віталій Каверін (Повернення оренди в «Дніпро»)         |
|   | НП   | Грузія  | Олександр Кобахідзе (Повернення оренди в «Дніпро»)     |
|   | ПЗ   | Україна | Дмитро Хомченовський (Повернення оренди в «Олімпік» Д) |
|   | НП   | Україна | Сергій Мотуз (Оренда в «Нафтовик-Укрнафту»)            |

| № | Поз. | Нац.    | Гравець                                                |
| - | ---- | ------- | ------------------------------------------------------ |
|   | ЗХ   | Литва   | Лінас Клімавічюс (Повернення оренди в «Дніпро»)        |
|   | ПЗ   | Україна | Денис Андрієнко (Повернення оренди в «Дніпро»)         |
|   | ПЗ   | Грузія  | Бека Гоцирідзе (Повернення оренди в «Дніпро»)          |
|   | НП   | Україна | Віталій Каверін (Повернення оренди в «Дніпро»)         |
|   | НП   | Грузія  | Олександр Кобахідзе (Повернення оренди в «Дніпро»)     |
|   | ПЗ   | Україна | Дмитро Хомченовський (Повернення оренди в «Олімпік» Д) |
|   | НП   | Україна | Сергій Мотуз (Оренда в «Нафтовик-Укрнафту»)            |

### Металіст (Харків)
| №  | Поз. | Нац.       | Гравець                                            |
| -- | ---- | ---------- | -------------------------------------------------- |
| 21 | ЗХ   | Аргентина  | Хонатан Крістальдо (З «Велес Сарсфілд» (Аргентина) |
| 23 | ПЗ   | Аргентина  | Себастьян Бланко (З «Лануса» (Аргентина)           |
| 71 | ПЗ   | Росія      | Сергій Ткачов (З «Крил Рад» (Росія))               |
| 27 | НП   | Україна    | Юрій Чонка (З «Берегвідейка»)                      |
| 87 | ПЗ   | Україна    | В'ячеслав Шарпар (З «Волині»)                      |
| 80 | ЗХ   | Словаччина | Лукаш Штетіна (З «Нітри» (Словаччина)              |
|    | ЗХ   | Україна    | Олексій Курілов (Повернення оренди з «Таврії» )    |
|    | ВР   | Україна    | Денис Сидоренко (Повернення оренди з «Таврії»)     |

| №  | Поз. | Нац.       | Гравець                                            |
| -- | ---- | ---------- | -------------------------------------------------- |
| 21 | ЗХ   | Аргентина  | Хонатан Крістальдо (З «Велес Сарсфілд» (Аргентина) |
| 23 | ПЗ   | Аргентина  | Себастьян Бланко (З «Лануса» (Аргентина)           |
| 71 | ПЗ   | Росія      | Сергій Ткачов (З «Крил Рад» (Росія))               |
| 27 | НП   | Україна    | Юрій Чонка (З «Берегвідейка»)                      |
| 87 | ПЗ   | Україна    | В'ячеслав Шарпар (З «Волині»)                      |
| 80 | ЗХ   | Словаччина | Лукаш Штетіна (З «Нітри» (Словаччина)              |
|    | ЗХ   | Україна    | Олексій Курілов (Повернення оренди з «Таврії» )    |
|    | ВР   | Україна    | Денис Сидоренко (Повернення оренди з «Таврії»)     |

| № | Поз. | Нац.    | Гравець                                             |
| - | ---- | ------- | --------------------------------------------------- |
|   | ЗХ   | Україна | Олексій Курілов (Оренда в «Ворсклу» )               |
|   | НП   | Україна | Сергій Давидов (В «Закарпаття»                      |
|   | ПЗ   | Нігерія | Сані Кейта (Повернення оренди в «Монако» (Франція)) |
|   | НП   | Україна | Володимир Лисенко (Оренда в «Волинь»)               |

| № | Поз. | Нац.    | Гравець                                             |
| - | ---- | ------- | --------------------------------------------------- |
|   | ЗХ   | Україна | Олексій Курілов (Оренда в «Ворсклу» )               |
|   | НП   | Україна | Сергій Давидов (В «Закарпаття»                      |
|   | ПЗ   | Нігерія | Сані Кейта (Повернення оренди в «Монако» (Франція)) |
|   | НП   | Україна | Володимир Лисенко (Оренда в «Волинь»)               |

### Металург (Донецьк)
| №  | Поз. | Нац.               | Гравець                                                    |
| -- | ---- | ------------------ | ---------------------------------------------------------- |
| 4  | ЗХ   | Україна            | В'ячеслав Чечер (Повернення оренди з «Карпат»)             |
| 84 | ПЗ   | Україна            | Денис Голайдо (З «Таврії»)                                 |
| 12 | ВР   | Україна            | Олександр Бандура (З «Кримтеплиці»)                        |
| 10 | ПЗ   | Португалія         | Рікарду Фернандеш (З «Хапоеля» (Беер-Шева, Ізраїль))       |
| 7  | НП   | Бразилія           | Джуніор Мораес (З «Глорії» (Румунія))                      |
| 22 | НП   | Нігерія            | Фанендо Аді (З «Тренчина» (Словаччина))                    |
| 23 | ЗХ   | Польща             | Марцин Ковальчик (Оренда з «Динамо» М (Росія))             |
| 30 | ПЗ   | Північна Македонія | Маріо Джуровський (З «Воєводини» (Сербія))                 |
|    | ПЗ   | Вірменія           | Арарат Аракелян (Повернення оренди з «Бананца» (Вірменія)) |
|    | НП   | Україна            | Ігор Тимченко (Повернення оренди з «Металург Д»)           |

| №  | Поз. | Нац.               | Гравець                                                    |
| -- | ---- | ------------------ | ---------------------------------------------------------- |
| 4  | ЗХ   | Україна            | В'ячеслав Чечер (Повернення оренди з «Карпат»)             |
| 84 | ПЗ   | Україна            | Денис Голайдо (З «Таврії»)                                 |
| 12 | ВР   | Україна            | Олександр Бандура (З «Кримтеплиці»)                        |
| 10 | ПЗ   | Португалія         | Рікарду Фернандеш (З «Хапоеля» (Беер-Шева, Ізраїль))       |
| 7  | НП   | Бразилія           | Джуніор Мораес (З «Глорії» (Румунія))                      |
| 22 | НП   | Нігерія            | Фанендо Аді (З «Тренчина» (Словаччина))                    |
| 23 | ЗХ   | Польща             | Марцин Ковальчик (Оренда з «Динамо» М (Росія))             |
| 30 | ПЗ   | Північна Македонія | Маріо Джуровський (З «Воєводини» (Сербія))                 |
|    | ПЗ   | Вірменія           | Арарат Аракелян (Повернення оренди з «Бананца» (Вірменія)) |
|    | НП   | Україна            | Ігор Тимченко (Повернення оренди з «Металург Д»)           |

| № | Поз. | Нац.       | Гравець                                               |
| - | ---- | ---------- | ----------------------------------------------------- |
|   | ПЗ   | Вірменія   | Арарат Аракелян (В «Бананц» (Вірменія))               |
|   | НП   | Україна    | Ігор Тимченко (Вільний агент)                         |
|   | ПЗ   | Бразилія   | Клейтон (Повернення оренди в «Панатінаїкос» (Греція)) |
|   | ПЗ   | Португалія | Філіпе Тейшейра (Оренда в «Брашов» (Румунія))         |
|   | НП   | Зімбабве   | Мусавенкосі Мгуні (В «Терек» (Росія)                  |

| № | Поз. | Нац.       | Гравець                                               |
| - | ---- | ---------- | ----------------------------------------------------- |
|   | ПЗ   | Вірменія   | Арарат Аракелян (В «Бананц» (Вірменія))               |
|   | НП   | Україна    | Ігор Тимченко (Вільний агент)                         |
|   | ПЗ   | Бразилія   | Клейтон (Повернення оренди в «Панатінаїкос» (Греція)) |
|   | ПЗ   | Португалія | Філіпе Тейшейра (Оренда в «Брашов» (Румунія))         |
|   | НП   | Зімбабве   | Мусавенкосі Мгуні (В «Терек» (Росія)                  |

### Металург (Запоріжжя)
| №  | Поз. | Нац.                 | Гравець                                              |
| -- | ---- | -------------------- | ---------------------------------------------------- |
| 11 | ПЗ   | Марокко              | Мохаммед Ашреф (З «Стад Туніс» (Туніс))              |
| 3  | ЗХ   | Бразилія             | Матеус (Вільний агент)                               |
| 17 | ЗХ   | Україна              | Євген Шаповал (З «Кремня»)                           |
| 14 | ПЗ   | Україна              | Денис Скепський (Оренда з «Волгар-Газпрома» (Росія)) |
| 16 | ВР   | Боснія і Герцеговина | Сеад Рамович (Оренда з «Сівасспора» (Туреччина))     |
| 1  | ВР   | Україна              | Віталій Руденко (Оренда з «Карпат»)                  |

| №  | Поз. | Нац.                 | Гравець                                              |
| -- | ---- | -------------------- | ---------------------------------------------------- |
| 11 | ПЗ   | Марокко              | Мохаммед Ашреф (З «Стад Туніс» (Туніс))              |
| 3  | ЗХ   | Бразилія             | Матеус (Вільний агент)                               |
| 17 | ЗХ   | Україна              | Євген Шаповал (З «Кремня»)                           |
| 14 | ПЗ   | Україна              | Денис Скепський (Оренда з «Волгар-Газпрома» (Росія)) |
| 16 | ВР   | Боснія і Герцеговина | Сеад Рамович (Оренда з «Сівасспора» (Туреччина))     |
| 1  | ВР   | Україна              | Віталій Руденко (Оренда з «Карпат»)                  |

| № | Поз. | Нац.    | Гравець                                       |
| - | ---- | ------- | --------------------------------------------- |
|   | ЗХ   | Україна | Дмитро Невмивака (В «Іллічівець»)             |
|   | ВР   | Україна | Ігор Левченко (Повернення оренди в «Олімпік») |
|   | ЗХ   | Україна | Володимир Польовий (В «Арсенал» К)            |
|   | ПЗ   | Україна | Володимир Аржанов (В «Арсенал» К)             |
|   | НП   | Грузія  | Дімітрій Татанашвілі (В «Динамо» Т (Грузія))  |
|   | НП   | Нігерія | Майкл Алозі (В ПФК «Севастополь»)             |
|   | ПЗ   | Молдова | Ігор Цигирлаш (Оренда в «Чорноморець»)        |

| № | Поз. | Нац.    | Гравець                                       |
| - | ---- | ------- | --------------------------------------------- |
|   | ЗХ   | Україна | Дмитро Невмивака (В «Іллічівець»)             |
|   | ВР   | Україна | Ігор Левченко (Повернення оренди в «Олімпік») |
|   | ЗХ   | Україна | Володимир Польовий (В «Арсенал» К)            |
|   | ПЗ   | Україна | Володимир Аржанов (В «Арсенал» К)             |
|   | НП   | Грузія  | Дімітрій Татанашвілі (В «Динамо» Т (Грузія))  |
|   | НП   | Нігерія | Майкл Алозі (В ПФК «Севастополь»)             |
|   | ПЗ   | Молдова | Ігор Цигирлаш (Оренда в «Чорноморець»)        |

### Оболонь (Київ)
| №  | Поз. | Нац.    | Гравець                                           |
| -- | ---- | ------- | ------------------------------------------------- |
| 26 | ЗХ   | Україна | Ігор Ільків (З ФК «Львів»»)                       |
| 29 | ЗХ   | Україна | Олег Леонідов (З ФК «Львів»»)                     |
| 50 | ВР   | Україна | Костянтин Махновський (Оренда з «Легії» (Польща)) |
| 19 | ПЗ   | Україна | Борис Баранець (З «Карпат»)                       |
| 6  | ПЗ   | Україна | Григорій Баранець (З «Карпат»)                    |

| №  | Поз. | Нац.    | Гравець                                           |
| -- | ---- | ------- | ------------------------------------------------- |
| 26 | ЗХ   | Україна | Ігор Ільків (З ФК «Львів»»)                       |
| 29 | ЗХ   | Україна | Олег Леонідов (З ФК «Львів»»)                     |
| 50 | ВР   | Україна | Костянтин Махновський (Оренда з «Легії» (Польща)) |
| 19 | ПЗ   | Україна | Борис Баранець (З «Карпат»)                       |
| 6  | ПЗ   | Україна | Григорій Баранець (З «Карпат»)                    |

| № | Поз. | Нац. | Гравець |
| - | ---- | ---- | ------- |

| № | Поз. | Нац. | Гравець |
| - | ---- | ---- | ------- |

### ПФК «Севастополь»
| №  | Поз. | Нац.               | Гравець                                         |
| -- | ---- | ------------------ | ----------------------------------------------- |
| 25 | ПЗ   | Україна            | Андрій Зборовський (З «Таврії»)                 |
| 16 | ВР   | Білорусь           | Сергій Веремко (З БАТЕ (Білорусь))              |
| 29 | ПЗ   | Болгарія           | Александр Младенов (З «Каліакри» (Болгарія)).   |
| 20 | ПЗ   | Північна Македонія | Бесарт Ібраїмі (З «Шальке 04» (Німеччина))      |
| 99 | НП   | Нігерія            | Майкл Чіді Алозіє (З «Металурга» З)             |
| 77 | ЗХ   | Грузія             | Мате Гвініанідзе (З «Мюнхена 1860» (Німеччина)) |
| 22 | ПЗ   | Україна            | Олег Допілка (Оренда з «Динамо» К)              |
| 88 | ПЗ   | Україна            | Ігор Скоба (З «Волині»)                         |
| 24 | ЗХ   | Україна            | Сергій Воронін (З «Ниви» В)                     |

| №  | Поз. | Нац.               | Гравець                                         |
| -- | ---- | ------------------ | ----------------------------------------------- |
| 25 | ПЗ   | Україна            | Андрій Зборовський (З «Таврії»)                 |
| 16 | ВР   | Білорусь           | Сергій Веремко (З БАТЕ (Білорусь))              |
| 29 | ПЗ   | Болгарія           | Александр Младенов (З «Каліакри» (Болгарія)).   |
| 20 | ПЗ   | Північна Македонія | Бесарт Ібраїмі (З «Шальке 04» (Німеччина))      |
| 99 | НП   | Нігерія            | Майкл Чіді Алозіє (З «Металурга» З)             |
| 77 | ЗХ   | Грузія             | Мате Гвініанідзе (З «Мюнхена 1860» (Німеччина)) |
| 22 | ПЗ   | Україна            | Олег Допілка (Оренда з «Динамо» К)              |
| 88 | ПЗ   | Україна            | Ігор Скоба (З «Волині»)                         |
| 24 | ЗХ   | Україна            | Сергій Воронін (З «Ниви» В)                     |

| № | Поз. | Нац.     | Гравець                                           |
| - | ---- | -------- | ------------------------------------------------- |
|   | ВР   | Україна  | Мар'ян Марущак (В «Арсенал» БЦ)                   |
|   | НП   | Україна  | Юрій Плешаков (Оренда в «Білшину» (Білорусь))     |
|   | ПЗ   | Україна  | Максим Лісовий (Оренда в «Білшину» (Білорусь))    |
|   | ПЗ   | Молдова  | Сергій Нудний (В «Закарпаття»)                    |
|   | ЗХ   | Україна  | Володимир Чуланов (В «Геліос»)                    |
|   | ЗХ   | Бразилія | Нену (Повернення оренди в «Ріу-Клару» (Бразилія)) |

| № | Поз. | Нац.     | Гравець                                           |
| - | ---- | -------- | ------------------------------------------------- |
|   | ВР   | Україна  | Мар'ян Марущак (В «Арсенал» БЦ)                   |
|   | НП   | Україна  | Юрій Плешаков (Оренда в «Білшину» (Білорусь))     |
|   | ПЗ   | Україна  | Максим Лісовий (Оренда в «Білшину» (Білорусь))    |
|   | ПЗ   | Молдова  | Сергій Нудний (В «Закарпаття»)                    |
|   | ЗХ   | Україна  | Володимир Чуланов (В «Геліос»)                    |
|   | ЗХ   | Бразилія | Нену (Повернення оренди в «Ріу-Клару» (Бразилія)) |

### Таврія (Сімферополь)
| №  | Поз. | Нац.     | Гравець                                                       |
| -- | ---- | -------- | ------------------------------------------------------------- |
| 16 | ЗХ   | Нігерія  | Айодеджі Браун (З «Гейтвей Юнайтед» (Нігерія))                |
| 1  | ВР   | Сербія   | Дамір Кахріман (З «Явора» (Сербія))                           |
| 31 | ВР   | Україна  | Сергій Сітало (Зі «Сталі» А)                                  |
| 3  | ЗХ   | Польща   | Пйотр Клепчарек (З «Ягеллонії» (Польща))                      |
| 9  | ПЗ   | Україна  | Станіслав Причиненко (З «Шахтаря-3»)                          |
| 33 | ЗХ   | Україна  | Петро Опарін (З «Шахтаря-3»)                                  |
| 7  | ЗХ   | Хорватія | Іван Граф (З «Примор'я» (Словенія))                           |
|    | НП   | Україна  | Олександр Артьоменко (Повернення оренди з «Фенікс-Іллічівця») |

| №  | Поз. | Нац.     | Гравець                                                       |
| -- | ---- | -------- | ------------------------------------------------------------- |
| 16 | ЗХ   | Нігерія  | Айодеджі Браун (З «Гейтвей Юнайтед» (Нігерія))                |
| 1  | ВР   | Сербія   | Дамір Кахріман (З «Явора» (Сербія))                           |
| 31 | ВР   | Україна  | Сергій Сітало (Зі «Сталі» А)                                  |
| 3  | ЗХ   | Польща   | Пйотр Клепчарек (З «Ягеллонії» (Польща))                      |
| 9  | ПЗ   | Україна  | Станіслав Причиненко (З «Шахтаря-3»)                          |
| 33 | ЗХ   | Україна  | Петро Опарін (З «Шахтаря-3»)                                  |
| 7  | ЗХ   | Хорватія | Іван Граф (З «Примор'я» (Словенія))                           |
|    | НП   | Україна  | Олександр Артьоменко (Повернення оренди з «Фенікс-Іллічівця») |

| № | Поз. | Нац.     | Гравець                                          |
| - | ---- | -------- | ------------------------------------------------ |
|   | ЗХ   | Україна  | Олексій Курілов (Повернення оренди в «Металіст») |
|   | ВР   | Україна  | Денис Сидоренко (Повернення оренди в «Металіст») |
|   | НП   | Україна  | Олександр Ковпак (В «Арсенал» К, ва)             |
|   | ПЗ   | Україна  | Денис Голайдо (В «Металург» Д)                   |
|   | ВР   | Білорусь | Василь Хомутовський (Вільний агент)              |
|   | ПЗ   | Білорусь | Микола Кашевський (Вільний агент)                |
|   | ВР   | Україна  | Віталій Постранський (Вільний агент)             |
|   | ПЗ   | Україна  | Антон Муховиков (В «Закарпаття»)                 |
|   | ПЗ   | Україна  | Євген Луценко (Вільний агент)                    |

| № | Поз. | Нац.     | Гравець                                          |
| - | ---- | -------- | ------------------------------------------------ |
|   | ЗХ   | Україна  | Олексій Курілов (Повернення оренди в «Металіст») |
|   | ВР   | Україна  | Денис Сидоренко (Повернення оренди в «Металіст») |
|   | НП   | Україна  | Олександр Ковпак (В «Арсенал» К, ва)             |
|   | ПЗ   | Україна  | Денис Голайдо (В «Металург» Д)                   |
|   | ВР   | Білорусь | Василь Хомутовський (Вільний агент)              |
|   | ПЗ   | Білорусь | Микола Кашевський (Вільний агент)                |
|   | ВР   | Україна  | Віталій Постранський (Вільний агент)             |
|   | ПЗ   | Україна  | Антон Муховиков (В «Закарпаття»)                 |
|   | ПЗ   | Україна  | Євген Луценко (Вільний агент)                    |

### Шахтар (Донецьк)
| № | Поз. | Нац.    | Гравець                                        |
| - | ---- | ------- | ---------------------------------------------- |
|   | ВР   | Україна | Богдан Шуст (Повернення оренди з «Зорі»)       |
|   | ЗХ   | Україна | Станіслав Микицей (Повернення оренди з «Зорі») |
|   | ПЗ   | Україна | Ігор Чайковський (Повернення оренди з «Зорі»)  |
|   | НП   | Україна | Єгор Картушов (Повернення оренди з «Зорі»)     |

| № | Поз. | Нац.    | Гравець                                        |
| - | ---- | ------- | ---------------------------------------------- |
|   | ВР   | Україна | Богдан Шуст (Повернення оренди з «Зорі»)       |
|   | ЗХ   | Україна | Станіслав Микицей (Повернення оренди з «Зорі») |
|   | ПЗ   | Україна | Ігор Чайковський (Повернення оренди з «Зорі»)  |
|   | НП   | Україна | Єгор Картушов (Повернення оренди з «Зорі»)     |

| №  | Поз. | Нац.    | Гравець                                    |
| -- | ---- | ------- | ------------------------------------------ |
| 33 | ВР   | Україна | Богдан Шуст (Оренда в «Іллічівець»)        |
| 2  | ЗХ   | Україна | Станіслав Микицей (Оренда в «Іллічівець»)  |
| 10 | ЗХ   | Україна | Ігор Чайковський (Оренда в «Іллічівець»)   |
| 45 | НП   | Україна | Єгор Картушов (Оренда в «Іллічівець»)      |
| 30 | ВР   | Україна | Микита Шевченко (Оренда в «Іллічівець»)    |
| 4  | ЗХ   | Україна | Іван Ордець (Оренда в «Іллічівець»)        |
| 6  | ПЗ   | Україна | Дмитро Гречишкін (Оренда в «Іллічівець»)   |
| 17 | ПЗ   | Україна | Віталій Федотов (Оренда в «Іллічівець»)    |
| 92 | НП   | Україна | Пилип Будківський (Оренда в «Іллічівець»)  |
| 70 | ПЗ   | Україна | Владлен Юрченко (Оренда в «Іллічівець»)    |
| 80 | ПЗ   | Грузія  | Торніке Окріашвілі (Оренда в «Іллічівець») |

| №  | Поз. | Нац.    | Гравець                                    |
| -- | ---- | ------- | ------------------------------------------ |
| 33 | ВР   | Україна | Богдан Шуст (Оренда в «Іллічівець»)        |
| 2  | ЗХ   | Україна | Станіслав Микицей (Оренда в «Іллічівець»)  |
| 10 | ЗХ   | Україна | Ігор Чайковський (Оренда в «Іллічівець»)   |
| 45 | НП   | Україна | Єгор Картушов (Оренда в «Іллічівець»)      |
| 30 | ВР   | Україна | Микита Шевченко (Оренда в «Іллічівець»)    |
| 4  | ЗХ   | Україна | Іван Ордець (Оренда в «Іллічівець»)        |
| 6  | ПЗ   | Україна | Дмитро Гречишкін (Оренда в «Іллічівець»)   |
| 17 | ПЗ   | Україна | Віталій Федотов (Оренда в «Іллічівець»)    |
| 92 | НП   | Україна | Пилип Будківський (Оренда в «Іллічівець»)  |
| 70 | ПЗ   | Україна | Владлен Юрченко (Оренда в «Іллічівець»)    |
| 80 | ПЗ   | Грузія  | Торніке Окріашвілі (Оренда в «Іллічівець») |